# Euonymus fimbriatus
Euonymus fimbriatus (още ресничен чашкодрян) е вид широколистно растение от семейство чашкодрянови (Celastraceae).

## Разпространение
Това дърво произхожда от Хималаите.

## Описание
На височина достига до 10 метра.